# Katharinaberg
De Katharinaberg of Catharinaberg, ook wel Jebel al-Deir (berg van het klooster) genoemd, is met 2.642 m de hoogste berg van Egypte. Hij bevindt zich in het Sinaïgebergte. De nabijgelegen Sinaïberg is de bekendste berg in het gebied omdat volgens de overlevering op die berg Mozes de Tien geboden van God ontving. Flavius Josephus schreef echter dat de wet werd gegeven op "de hoogste berg van het land", wat zou duiden op de Katharinaberg.
De berg is vernoemd naar de heilige Catharina van Alexandrië. Catharina werd in de 4e eeuw vanwege haar christelijk geloof gedood. Volgens de legende werd haar lichaam door engelen weggevoerd. Haar stoffelijke resten werden 6 eeuwen later gevonden door monniken boven op de Katharinaberg. Aan de voet van de berg is het Katharinaklooster.

## Foto galerij

Katharinaberg - جبل كاترينا
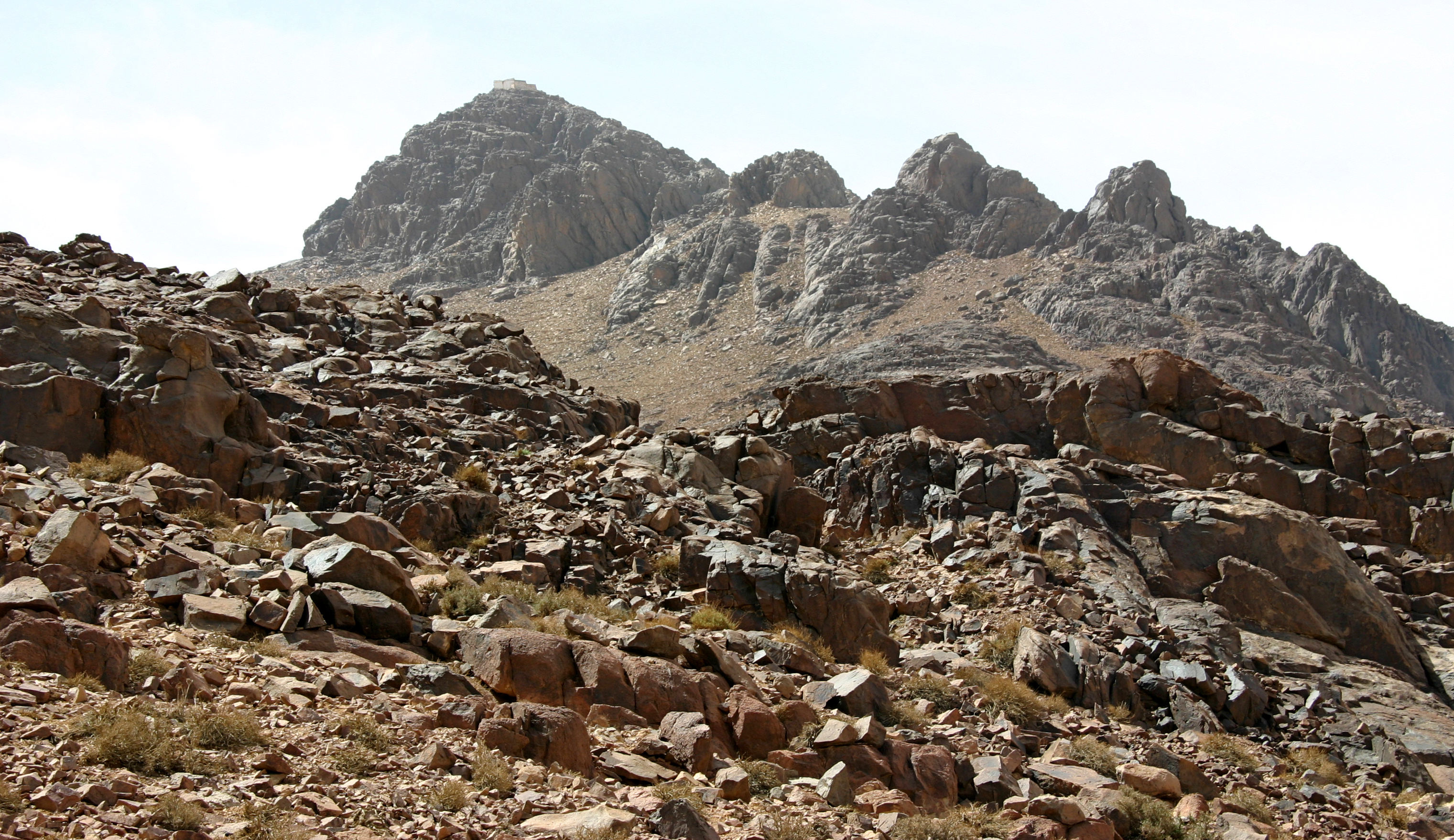
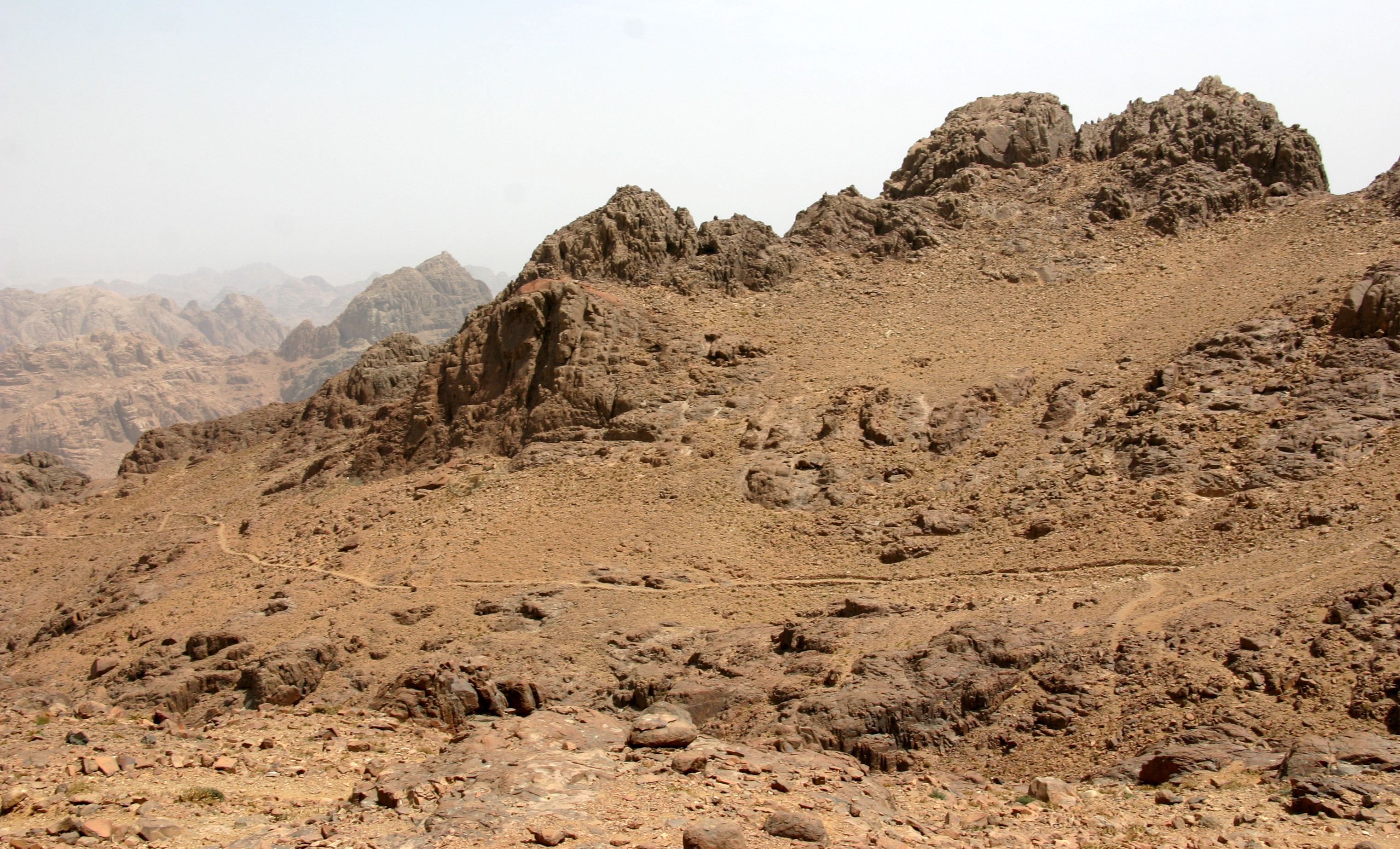
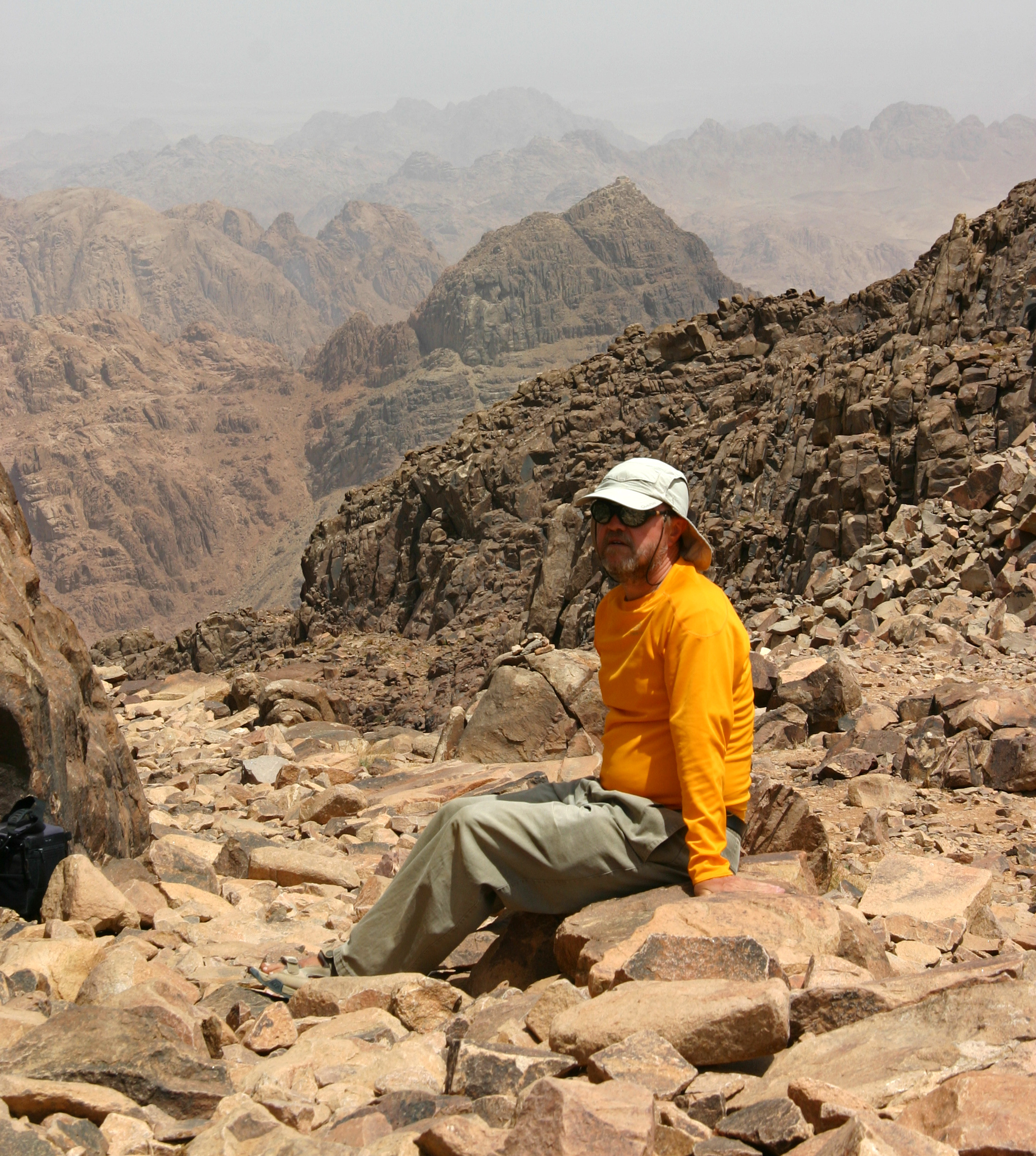
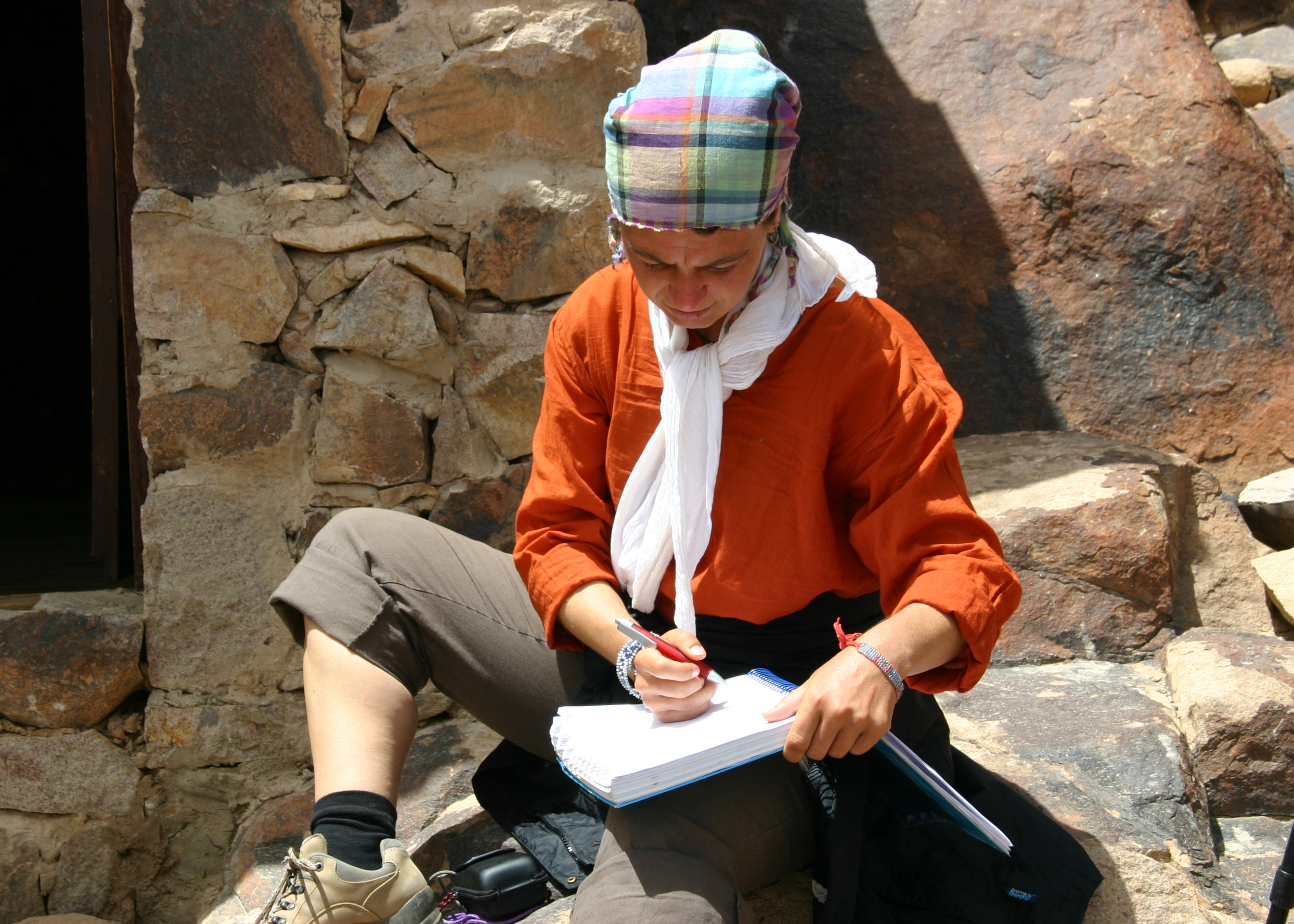
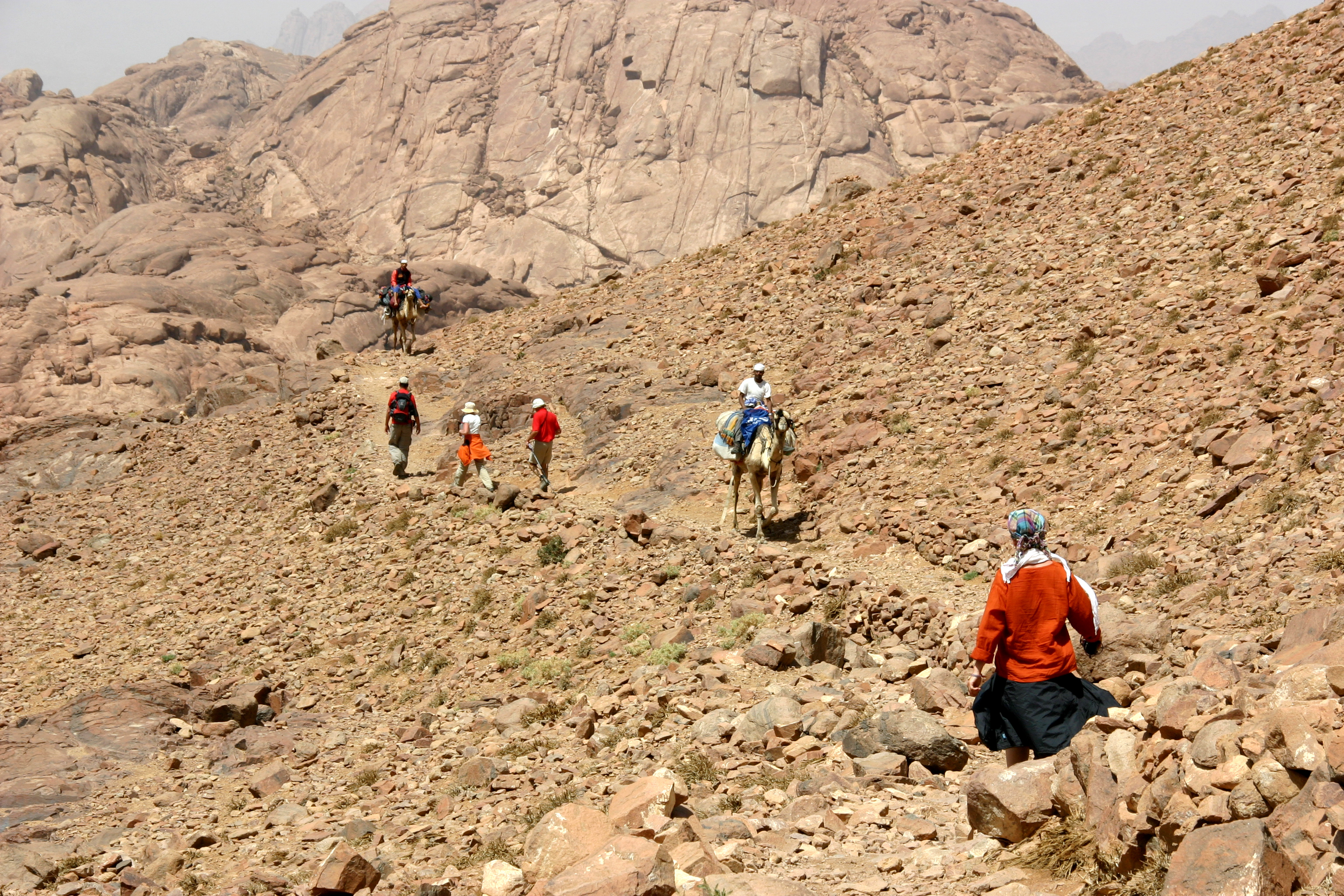
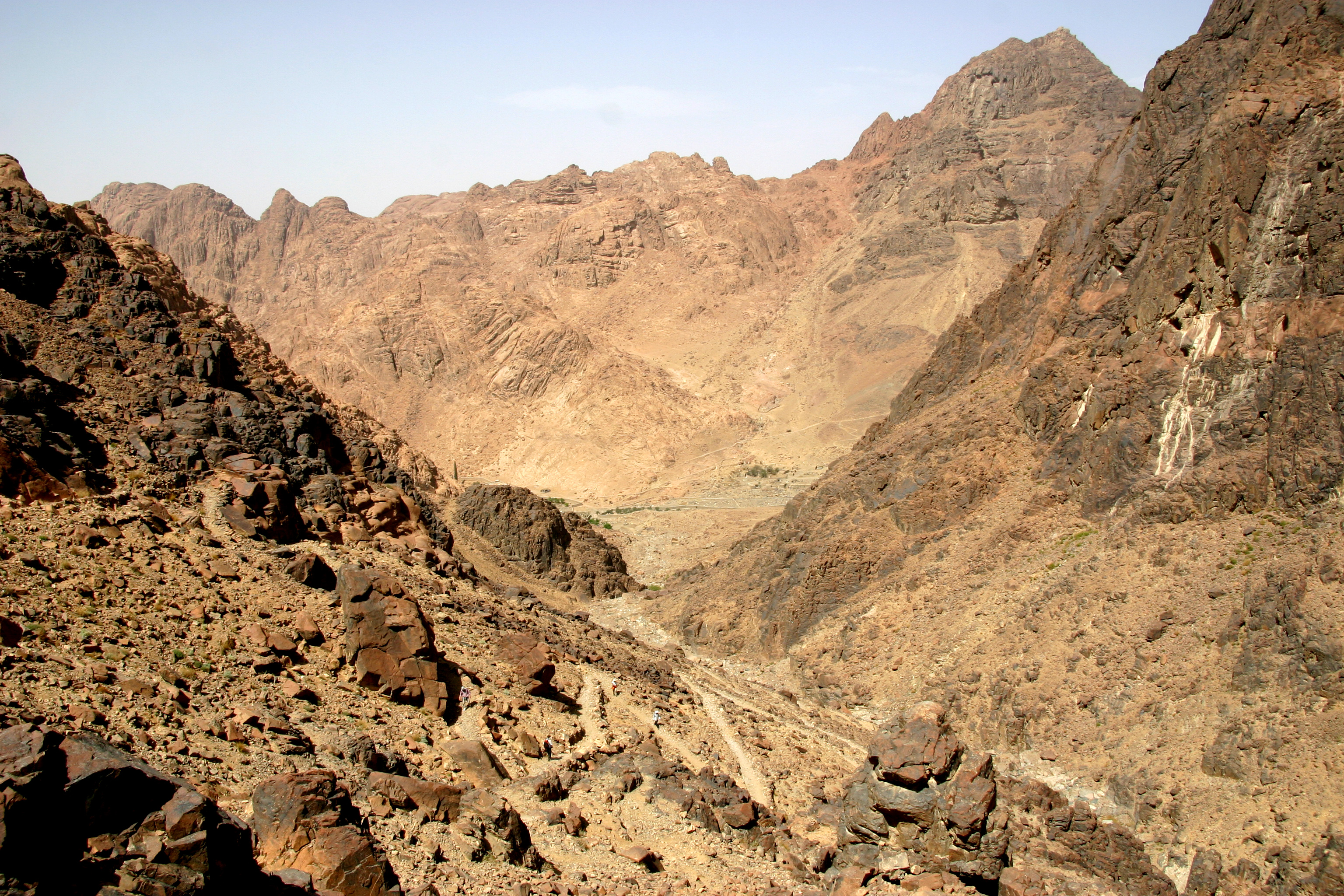
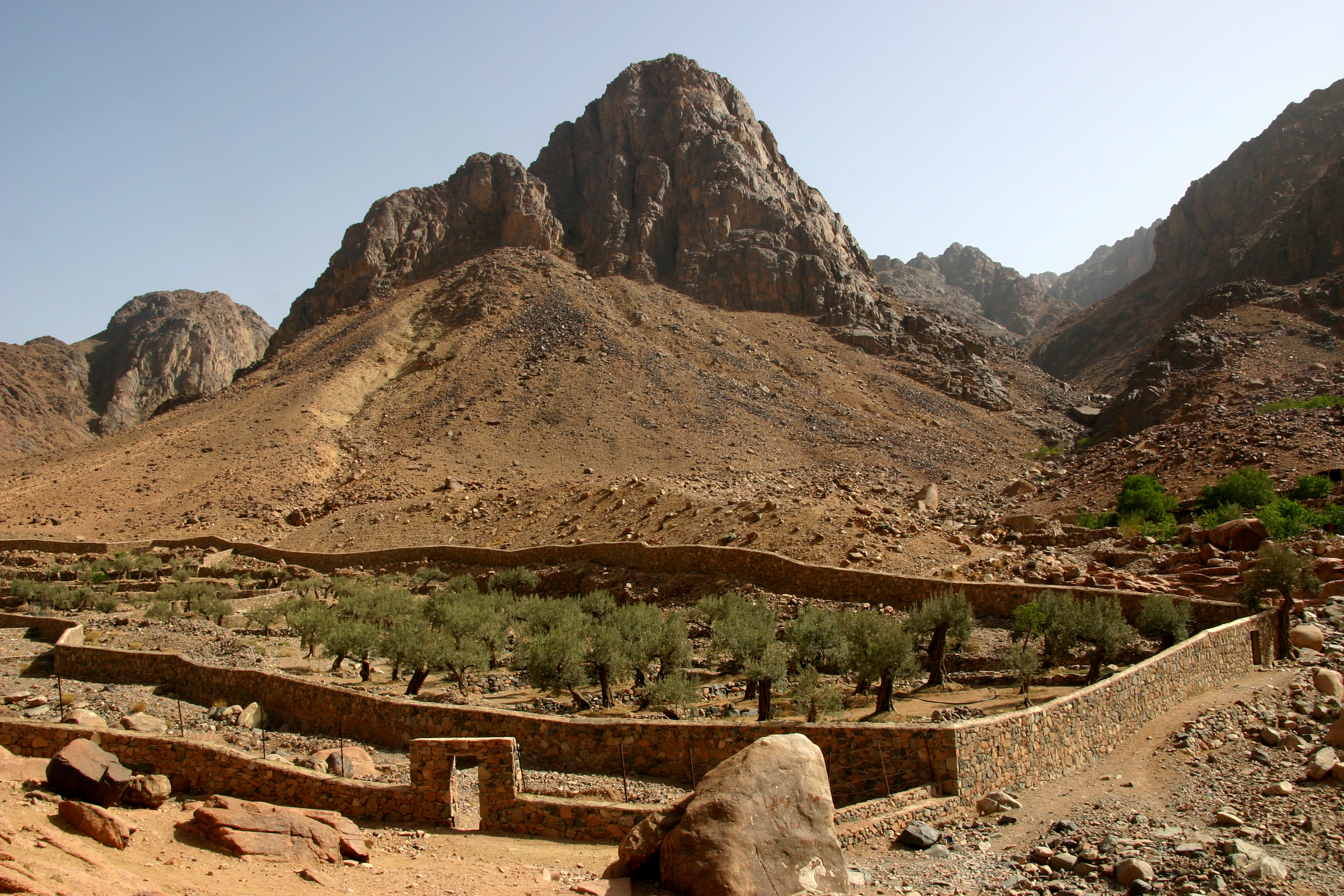
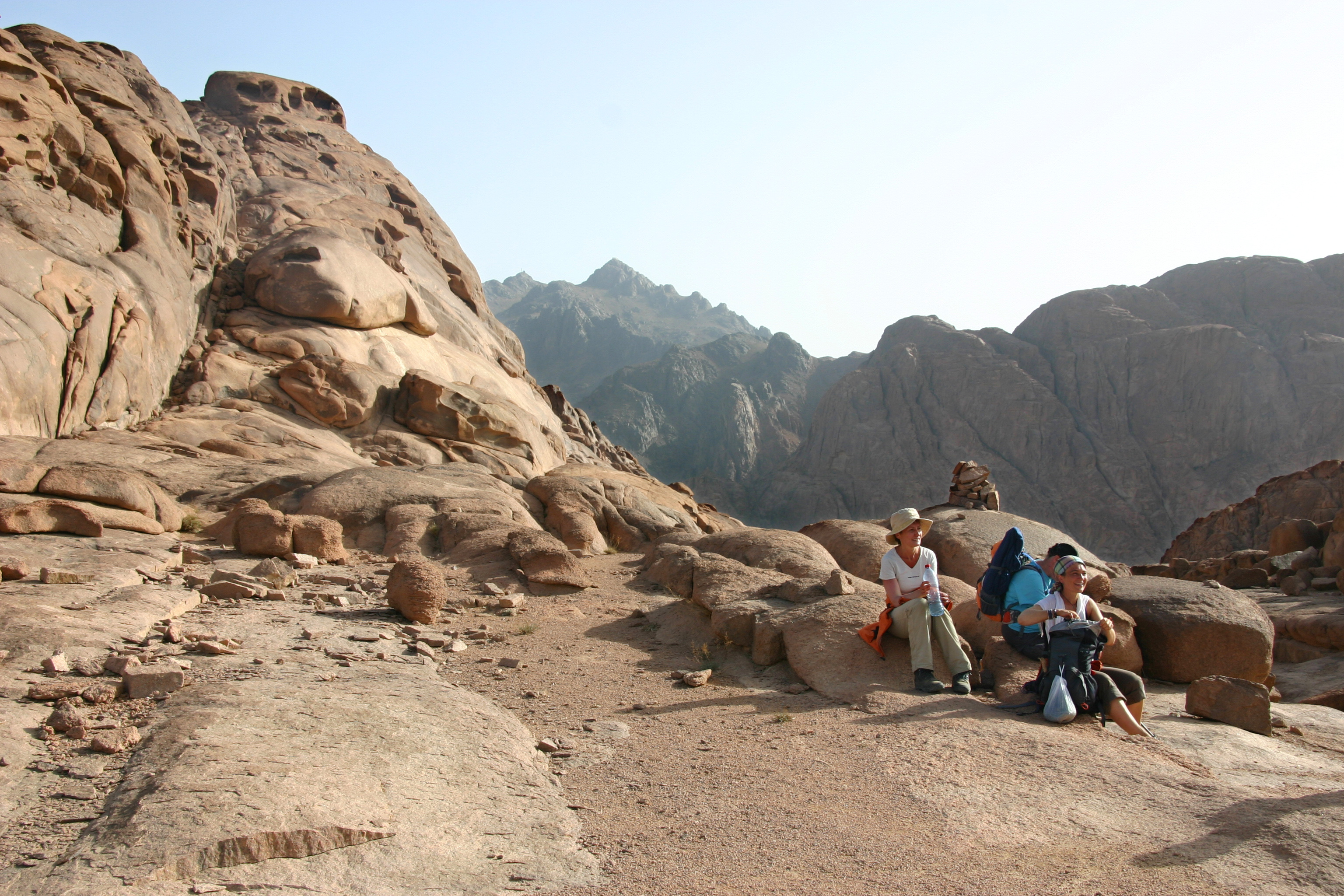